# David Hirschberg
Pour les articles homonymes, voir Hirschberg.
 (mai 2020).
David Hirschberg, né en 1899 et mort à une date inconnue, est un compositeur américain.

## Biographie
David Hirschberg naît en 1899 et meurt à une date inconnue. Il était un compositeur de musique d'apprentissage pour enfants et a collaboré avec Georges Bermont et Louis Sugarman, deux autres compositeurs de musique pédagogique. Il était aussi arrangeur musical.

## Œuvres
Liste non-exhaustive de ses œuvres.

### Livres de chansons

#### SérieTechnic Is Fun
- Technic Is Fun, Elementary A, Alfred Music, mars 1985 (réimpression), 24 pages,  (ISBN 978-0-7579-2259-6)[2] ;
- Technic Is Fun, Elementary B (Preparatory), Alfred Music, mars 1985 (réimpression), 48 pages,  (ISBN 978-0-7692-9707-1)[3] ;
- Technic Is Fun, Book 1, Alfred Music, mars 1985 (réimpression), 48 pages,  (ISBN 978-0-7692-9880-1)[4] ;
- Technic Is Fun, Book 2, Alfred Music, 28 avril 2000 (réimpression), 48 pages,  (ISBN 978-0-7692-9952-5)[5] ;
- Technic Is Fun, Book 3, Alfred Music, mars 2000 (réimpression), 64 pages,  (ISBN 978-0-7692-9953-2)[6] ;
- Technic Is Fun, Book 4, Alfred Music, mars 2000 (réimpression), 64 pages,  (ISBN 978-0-7692-9977-8)[7] ;
- Technic Is Fun, Book 5, Alfred Music, mars 2000 (réimpression), 68 pages,  (ISBN 978-0-7579-3160-4)[8].

#### Autres
- My Arpeggio Book, Alfred Music, 2002 (réimpression), 40 pages,  (ISBN 978-0-7579-0908-5)[9].